# Шанаева, Аида Владимировна
Аи́да Влади́мировна Шана́ева (осет. Санаты Владимиры чызг Аидӕ) (род. 23 апреля 1986 года Орджоникидзе, СОАССР, РСФСР, СССР) — российская фехтовальщица-рапиристка. Олимпийская чемпионка 2008 года, чемпионка мира и Европы, призёр чемпионатов мира и Европы. Заслуженный мастер спорта России. Член сборной России по фехтованию на рапире с 2000 года. Аспирант Института физической культуры Уральского государственного педагогического университета (УрГПУ) г. Екатеринбург. Лейтенант ВС РФ.
Аида Шанаева назначена врио министра спорта Северной Осетии, 30 апреля 2021.

## Награды и звания
- Орден Дружбы (2 августа 2009 года) — за большой вклад в развитие физической культуры и спорта, высокие спортивные достижения на Играх XXIX Олимпиады 2008 года в Пекине[2]
- Медаль ордена «За заслуги перед Отечеством» I степени (13 августа 2012 года) — за большой вклад в развитие физической культуры и спорта, высокие спортивные достижения на Играх XXX Олимпиады 2012 года в городе Лондоне (Великобритания)[3]
- Заслуженный мастер спорта России